# Perl-DBI
DBI (DataBase Interface) ist ein Perl-Modul, das Perl-Programmen eine einheitliche Datenbankschnittstelle zu verschiedenen Datenbankverwaltungssystemen bereitstellt und dabei eine parallele Kommunikation mit mehreren Datenbanken verschiedenen Typs erlaubt.
Das DBI-Modul selbst wertet nur die Befehle des Programmierers aus und benötigt je anzusprechende Datenbank ein DBD (Database Driver) Treiber-Modul. Einzelne DBD-Treiber sind nicht nur für alle gängigen Datenbanken wie MySQL, MSSQL, Oracle, Informix, Sybase oder andere Schnittstellen wie ODBC, JDBC und ADO verfügbar, sondern auch für Datenbank-ähnliche Systeme wie CVS, XML-Dateien, Google oder amazon.com. Der DBD-Treiber für SQLite enthält bereits die komplette Datenbanksoftware und kann somit auch ohne externes Datenbanksystem verwendet werden.
Da Geschwindigkeit bei Datenbankanwendungen kritisch sein kann, haben DBI- und DBD-Module einen plattformabhängigen Binär-Teil, der nur für die gebräuchlichsten Systeme gepflegt wird. Deswegen gibt es auch eine langsamere, wartungsärmere pure perl-Variante, die überall, wo Perl verfügbar ist, auch lauffähig ist.
DBI und DBD wurden 1992 von Tim Bunce entworfen und von ihm mit der Hilfe vieler weiterer Programmierer programmiert. Seit 1994 entwickelte es sich zur Standardlösung für Datenbankzugriffe und ist eines der am häufigsten verwendeten Perl-Module.
Wie fast alle Perl-Module sind sie im CPAN wahlweise unter der GPL oder der Artistic License erhältlich.